# Chabajebal
Chabajebal är en ort i Mexiko.   Den ligger i kommunen El Bosque och delstaten Chiapas, i den sydöstra delen av landet, 700 km öster om huvudstaden Mexico City. Chabajebal ligger 806 meter över havet och antalet invånare är 746.
Terrängen runt Chabajebal är kuperad åt nordost, men åt sydväst är den bergig. Runt Chabajebal är det ganska tätbefolkat, med 134 invånare per kvadratkilometer. Närmaste större samhälle är El Bosque, 4,3 km väster om Chabajebal. I omgivningarna runt Chabajebal växer i huvudsak städsegrön lövskog.